# سوارکار آبی

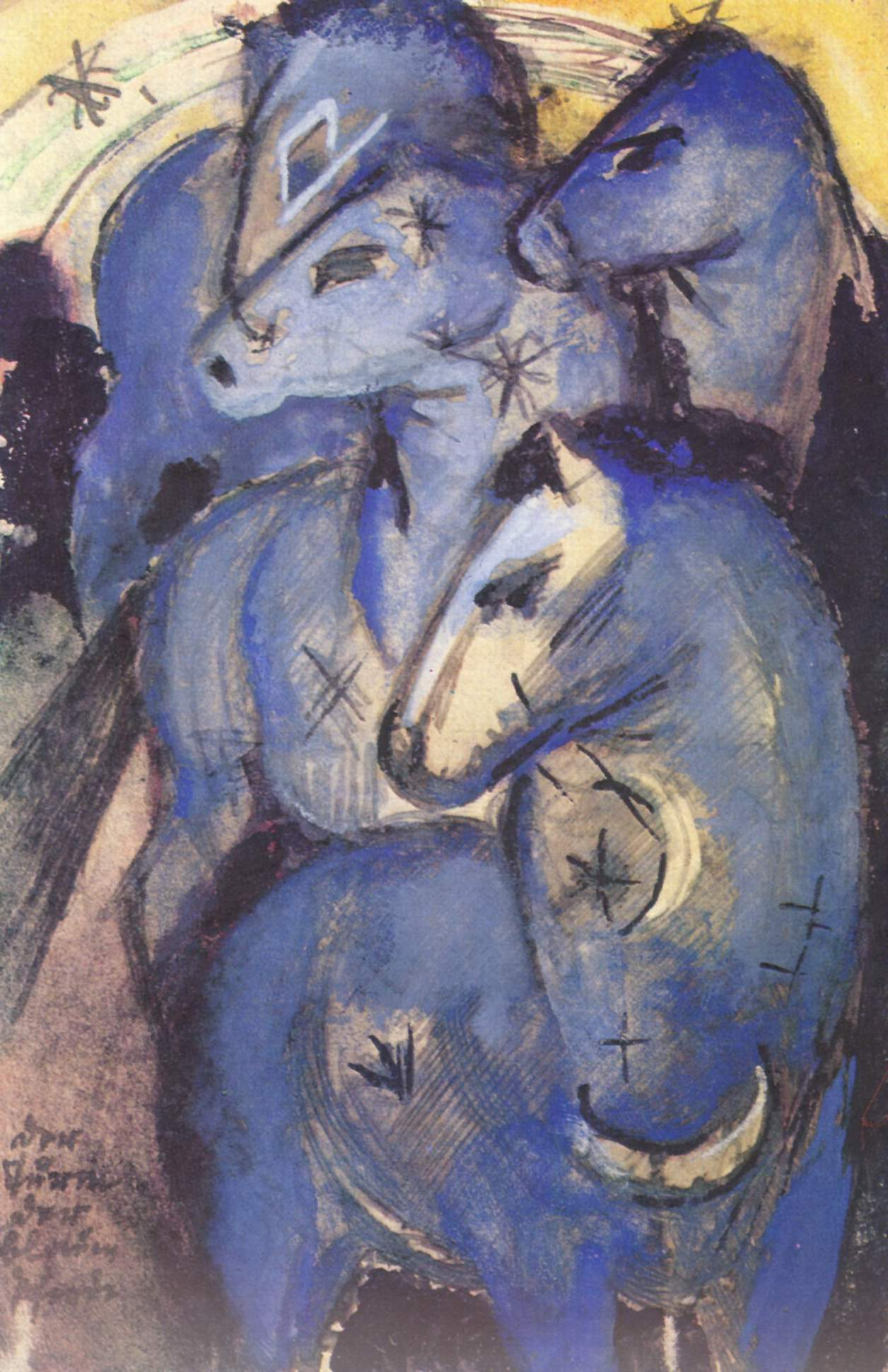
فرانتز مارک: برج اسب‌های آبی، ۱۹۱۳، اثر مفقود.

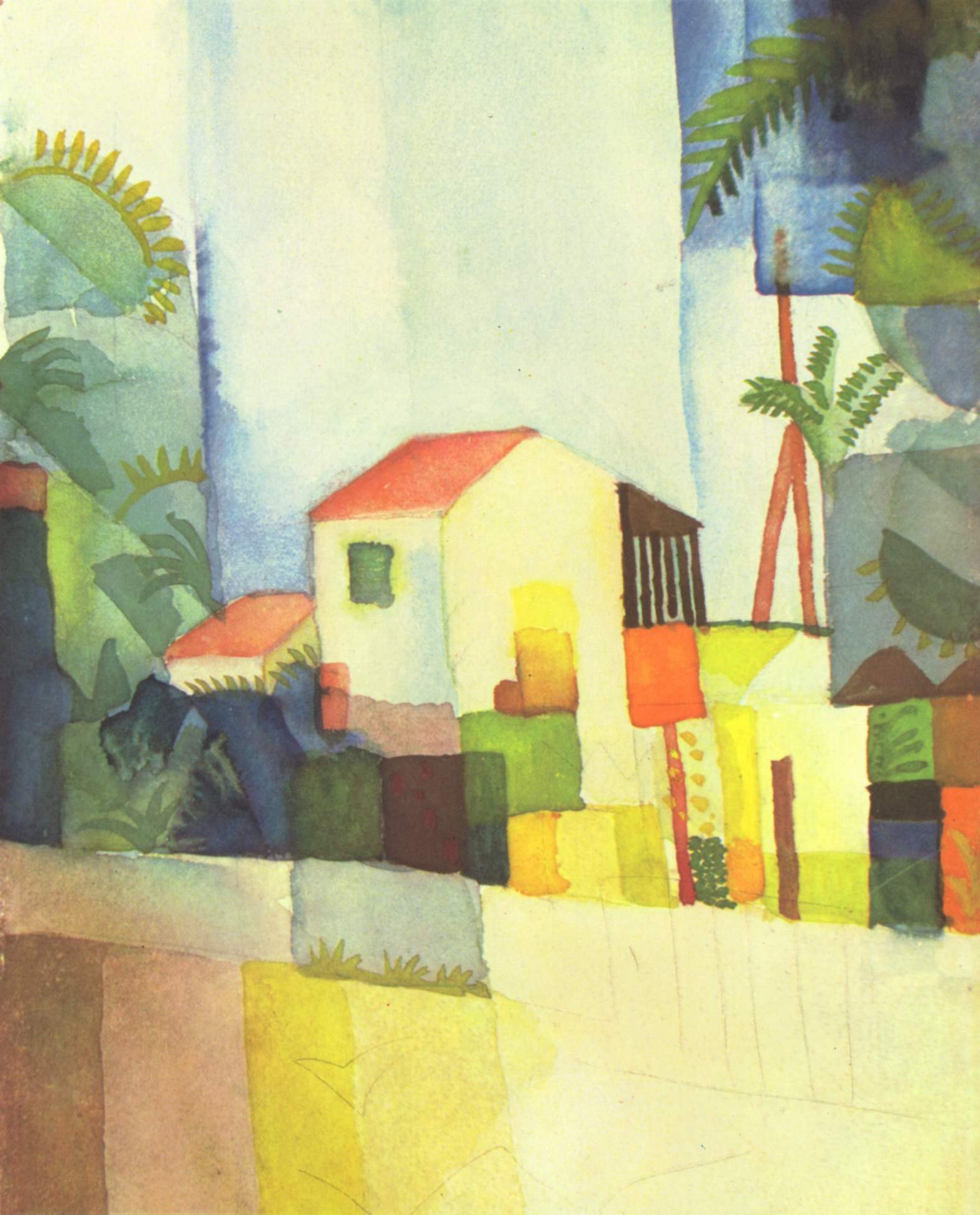
آگوست ماکه: خانهٔ روشن، ۱۹۱۴

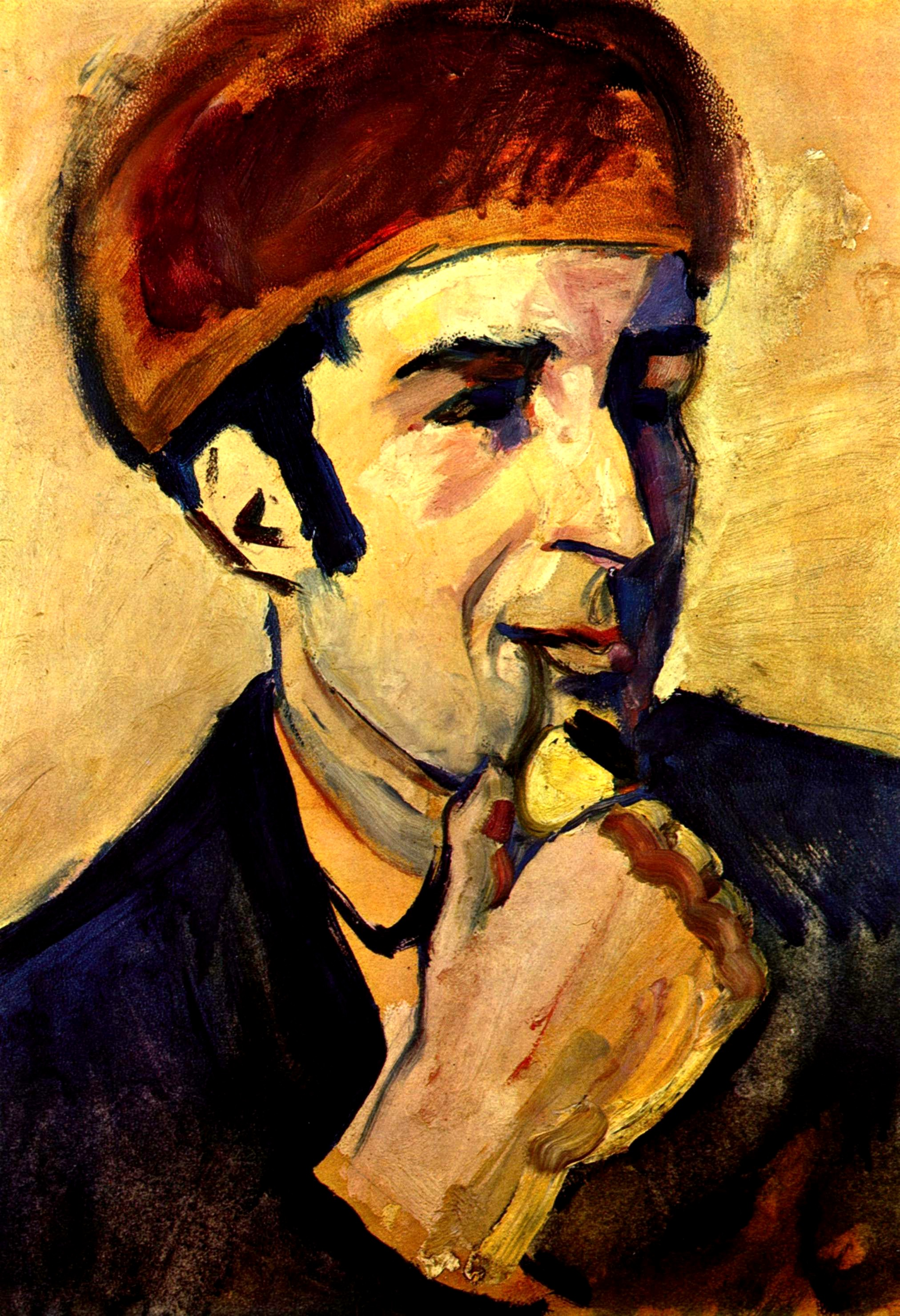
آگوست ماکه: چهرهٔ فرانتز مارک، ۱۹۱۰

سوارکار آبی (به آلمانی: Der Blaue Reiter) نام گروهی از هنرمندان هیجان‌نمای (اکسپرسیونیست) آلمانی در سال ۱۹۱۱ بود که تشکیلاتی نه‌چندان بزرگ را با هدف‌هایی انقلابی به‌وجود آوردند. این گروه که با آغاز جنگ جهانی اول متلاشی شد، با عمر کوتاه خود، نمایندهٔ اوج اکسپرسیونیسم آلمان به‌شمار می‌آید. نام «سوارکار آبی» از عنوان یکی از کارهای واسیلی کاندینسکی گرفته شده است.
«سوارکار آبی» نام گروهی از هنرمندان و عنوانی بود که توسط واسیلی کاندینسکی و فرانتس مارک برای فعالیت‌های نمایشگاهی و انتشاراتی‌شان انتخاب شد. در این فعالیت‌ها، هر دو هنرمند به عنوان سردبیران تنها در سالنامه‌ای به همین نام، که برای اولین بار در اواسط ماه مه ۱۹۱۲ منتشر شد، فعالیت داشتند. این تیم تحریریه دو نمایشگاه در مونیخ در سال‌های ۱۹۱۱ و ۱۹۱۲ برگزار کرد تا ایده‌های نظری هنری خود را بر اساس آثار هنری به نمایش گذاشته شده نشان دهند. پس از آن، نمایشگاه‌های سیار در شهرهای آلمان و سایر شهرهای اروپایی برگزار شد. سوارکار آبی در آغاز جنگ جهانی اول در سال ۱۹۱۴ منحل شد.
هنرمندان مرتبط با «سوارکار آبی» پیشگامان مهم هنر مدرن قرن بیستم بودند. آن‌ها شبکه‌ای آزاد از روابط را تشکیل دادند، اما یک گروه هنری به معنای دقیق‌تر مانند «بروکه» (پل) در درسدن نبودند. آثار هنرمندان وابسته به این جنبش به اکسپرسیونیسم آلمانی اختصاص داده می‌شود.

## پیشینه

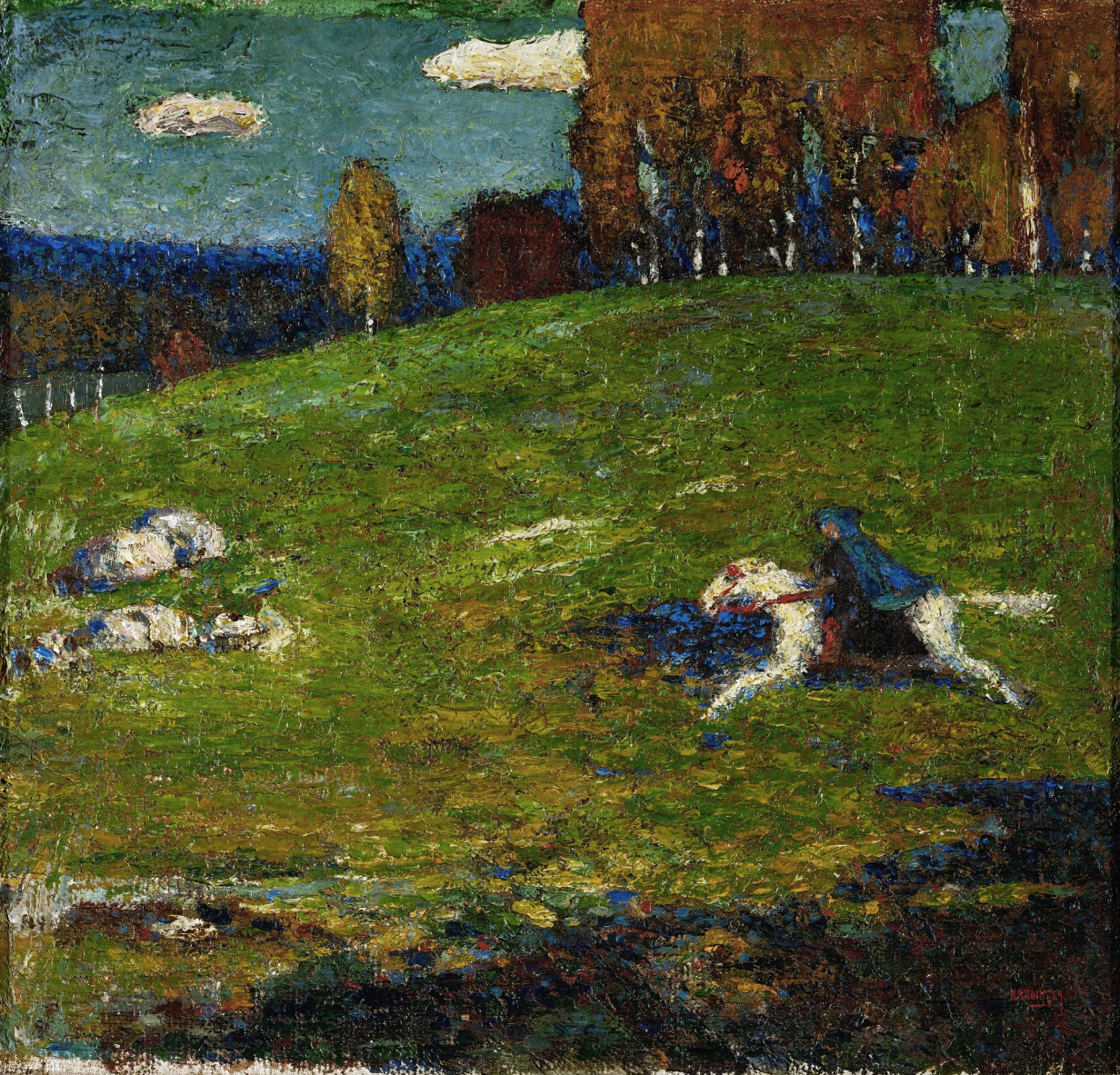
واسیلی کاندینسکی، سوارکار آبی، ۱۹۰۳

پیشگام سوارکار آبی، انجمن هنرمندان جدید مونیخ، «اِن‌کافِام» (N.K.V.M) بود که توسط ماریان فون ورفکین، آلکسی فون یاولنسکی، آدولف اربسلوا و کارآفرین، مجموعه‌دار هنری، پیشگام هوانوردی و موسیقیدان آلمانی، اسکار ویتنشتاین، تأسیس شد. اِن‌کافِام در سال ۱۹۰۹ تأسیس شد و کاندینسکی به عنوان اولین رئیس آن، نمایشگاه‌های ۱۹۰۹ و ۱۹۱۰ را سازماندهی کرد. کاندینسکی حتی قبل از اولین نمایشگاه، به دلیل اختلاف نظر با نقاش چارلز یوهان پالمی، به اصطلاح «ماده چهار متر مربع» را وارد اساسنامه اِن‌کافِام کرد، این ماده به کاندینسکی اهرمی برای ترک اِن‌کافِام در سال ۱۹۱۱ می‌داد. در سال ۱۹۱۱، پالمی به کاندینسکی و مارک اجازه داد تا از انجمن خارج شوند و اولین نمایشگاه سوارکار آبی را سازماندهی کنند؛ بنابراین سوارکار آبی یک انشعاب از اِن‌کافِام بود.
زمانی که اختلافات مکرر بین نیروهای محافظه‌کار در اِن‌کافِام، که به دلیل نقاشی‌های به‌طور فزاینده انتزاعی کاندینسکی شعله‌ور شد، وجود داشت، او در ۱۰ ژانویه ۱۹۱۱ از ریاست استعفا داد اما به عنوان یک عضو ساده در انجمن باقی ماند. جانشین او آدولف اربسلوا بود. در ماه ژوئن، کاندینسکی طرح‌هایی را برای فعالیت‌های خود در خارج از اِن‌کافِام تدوین کرد. او قصد داشت «نوعی سالنامه» منتشر کند که می‌توان آن را Die Kette (زنجیره) نامید. در ۱۹ ژوئن، او ایدهٔ خود را به مارک ارائه کرد و با پیشنهاد سردبیری مشترک کتاب، او را به خود جلب کرد.

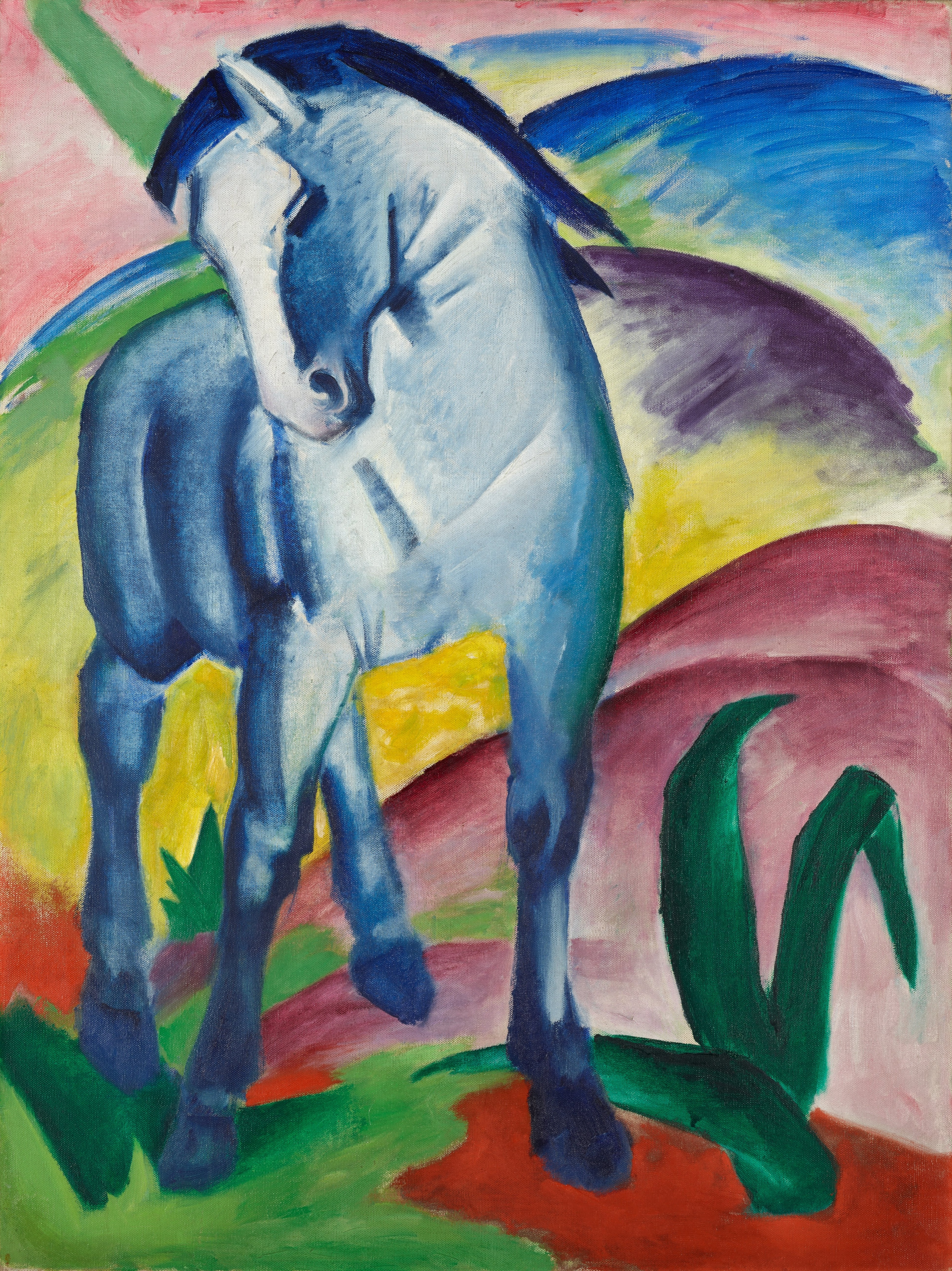
فرانتس مارک، Blue Horse I, 1911

نام این جنبش از سوارکار آبی است که کاندینسکی در سال ۱۹۰۳ خلق کرد، اما مشخص نیست که آیا این منشأ نام جنبش است یا خیر، زیرا پروفسور کلاوس لانکهایت متوجه شد که عنوان نقاشی بازنویسی شده است. کاندینسکی ۲۰ سال بعد نوشت که این نام از اشتیاق مارک به اسب‌ها و عشق کاندینسکی به سوارکاران، همراه با عشق مشترک به رنگ آبی گرفته شده است. برای کاندینسکی، آبی رنگ معنویت بود: هر چه آبی تیره‌تر باشد، آرزوی انسان برای ابدیت را بیشتر بیدار می‌کند (کتاب او در سال ۱۹۱۱ دربارهٔ معنویت در هنر را ببینید).
در بین اعضای گروه، رویکردها و اهداف هنری از هنرمندی به هنرمند دیگر متفاوت بود؛ با این حال، هنرمندان یک آرزوی مشترک برای بیان حقایق معنوی از طریق هنر خود داشتند. آن‌ها به ترویج هنر مدرن، ارتباط بین هنرهای تجسمی و موسیقی، پیوندهای معنوی و نمادین رنگ و یک رویکرد خودجوش و شهودی به نقاشی اعتقاد داشتند. اعضا به هنر قرون وسطایی اروپا و بدوی‌گرایی و همچنین صحنه هنری غیرفیگوراتیو معاصر در فرانسه علاقه‌مند بودند. در نتیجه رویارویی با ایده‌های کوبیسم، فوویسم و تابشگری، آن‌ها به سمت انتزاع حرکت کردند.
«سوارکار آبی» در سال‌های ۱۹۱۱ و ۱۹۱۲ نمایشگاه‌هایی را ترتیب داد که در آلمان به نمایش درآمدند. آن‌ها همچنین یک سالنامه شامل هنر معاصر، بدوی و هنر فولکلور، همراه با نقاشی‌های کودکان منتشر کردند. در سال ۱۹۱۳، آن‌ها در اولین Herbstsalon آلمان به نمایش گذاشتند.
با شروع جنگ جهانی اول در سال ۱۹۱۴، گروه از هم پاشید. فرانتس مارک و آگوست ماکه در جنگ کشته شدند. واسیلی کاندینسکی به روسیه بازگشت و ماریان فون ورفکین و آلکسی فون یاولنسکی به سوئیس گریختند. همچنین اختلاف نظرهایی در بین اعضای گروه وجود داشت. در نتیجه، سوار آبی کوتاه‌مدت بود و تنها سه سال از ۱۹۱۱ تا ۱۹۱۴ دوام آورد.
در سال ۱۹۲۳، واسیلی کاندینسکی، لیونل فاینینگر، پاول کله و آلکسی فون یاولنسکی گروه Die Blaue Vier (چهار آبی) را به تحریک نقاش و دلال هنری Galka Scheyer تشکیل دادند. Scheyer از سال ۱۹۲۴ به بعد نمایشگاه‌های گروه چهار آبی را در ایالات متحده برگزار کرد.
مجموعه بزرگی از نقاشی‌های سوار آبی در Städtische Galerie در Lenbachhaus در مونیخ به نمایش گذاشته شده است. 

## سالنامه

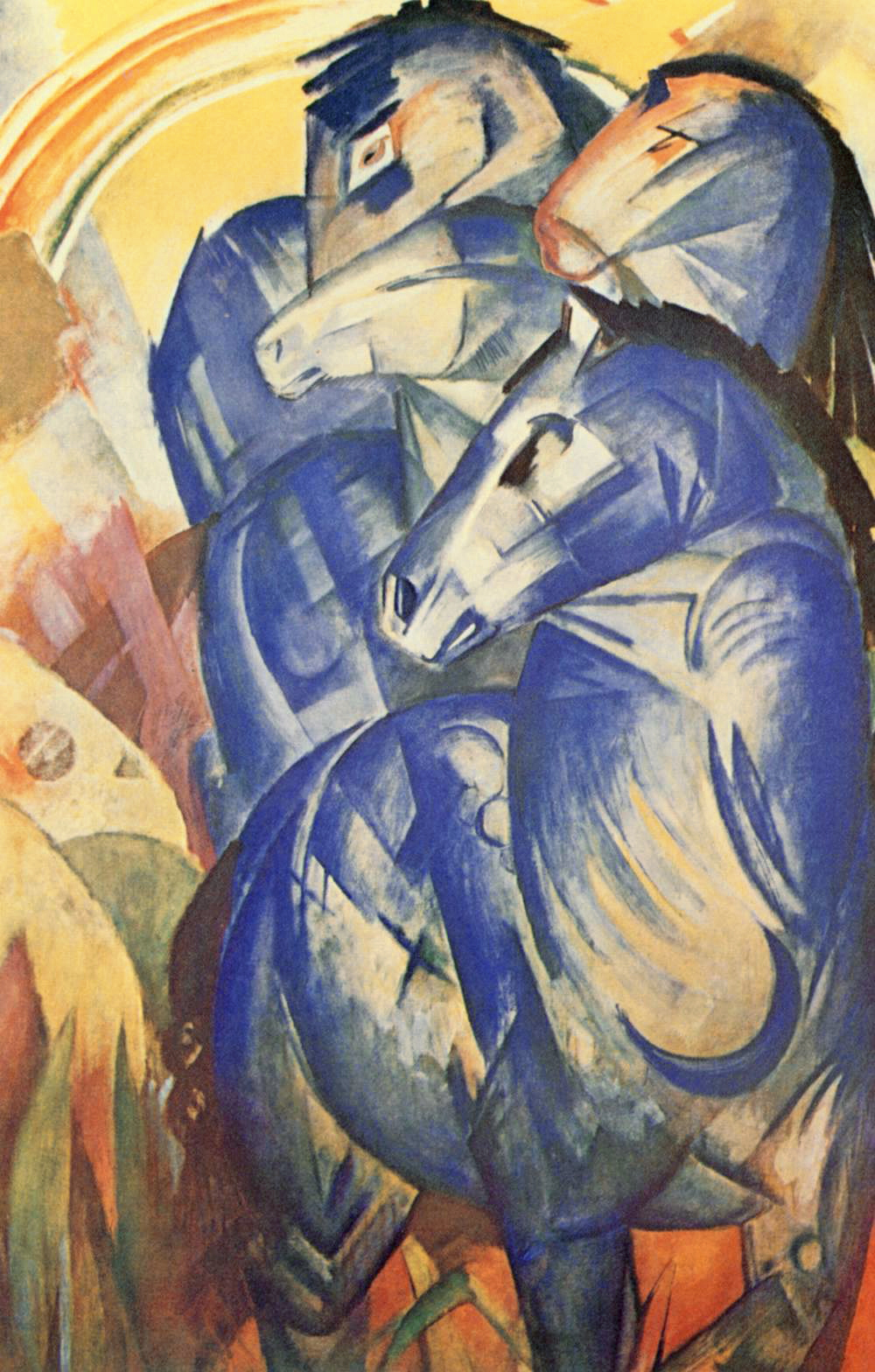
فرانتس مارک، برج اسب‌های آبی ۱۹۱۳، (مفقود شده از سال ۱۹۴۵)

سالنامه سوار آبی (Der Blaue Reiter Almanach) که در ژوئن ۱۹۱۱ تصور شد، در اوایل سال ۱۹۱۲ توسط Piper، مونیخ، در ۱۱۰۰ نسخه منتشر شد؛ در ۱۱ مه، فرانتس مارک اولین نسخه چاپی را دریافت کرد. این مجلد توسط کاندینسکی و مارک ویرایش شد؛ هزینه‌های آن توسط صنعتگر و مجموعه‌دار هنری Bernhard Koehler، یکی از بستگان Macke تأمین شد. این کتاب شامل بیش از ۱۴۰ اثر هنری و ۱۴ مقاله اصلی بود. جلد دوم برنامه‌ریزی شده بود، اما شروع جنگ جهانی اول مانع از آن شد. در عوض، چاپ دوم نسخه اصلی در سال ۱۹۱۴، دوباره توسط Piper چاپ شد.
محتوای «سالنامه» شامل موارد زیر بود:
- مقالهٔ مارک با عنوان «گنجینه‌های معنوی»، که با نقاشی‌های کودکان، چاپ‌های چوبی آلمانی، نقاشی‌های چینی و «زن با ماندولین پشت پیانو» اثر پابلو پیکاسو تصویرسازی شده بود.
- مقاله‌ای از منتقد فرانسوی راجر آلارد در مورد کوبیسم
- مقالهٔ آرنولد شوئنبرگ با عنوان «رابطه با متن» و نسخه‌ای از آهنگ او «Herzgewächse»
- نسخه‌های خطی آهنگ‌های آلبان برگ و آنتون وبرن
- مقالهٔ توماس د هارتمن با عنوان «آنارشی در موسیقی»
- مقاله‌ای از لئونید سابانیف دربارهٔ الکساندر اسکریابین
- مقاله‌ای از اروین فون بوسه دربارهٔ روبر دولونه، با تصویری از اثر او «پنجره‌ای رو به شهر»
- مقاله‌ای از ولادیمیر بورلیوک دربارهٔ هنر معاصر روسیه
- مقالهٔ ماکه با عنوان «ماسک‌ها»
- مقالهٔ کاندینسکی با عنوان «در باب مسئلهٔ فرم»
- مقالهٔ کاندینسکی با عنوان «در باب ترکیب صحنه»
- «صدای زرد» اثر کاندینسکی

هنر بازتولید شده در «سالنامه» نشانگر چرخشی چشمگیر از جهت‌گیری اروپامحور و متعارف بود. این مجموعه تحت سلطهٔ هنر بدوی، عامیانه و کودکان بود، با آثاری از جنوب اقیانوس آرام و آفریقا، نقاشی‌های ژاپنی، چاپ‌های چوبی و مجسمه‌های قرون وسطایی آلمان، عروسک‌های مصری، هنر عامیانهٔ روسیه و هنر مذهبی باواریایی که بر روی شیشه نقاشی شده بود. پنج اثر ونسان ون گوگ، پل سزان و پل گوگن از نظر تعداد کمتر از هفت اثر از آنری روسو و سیزده اثر از هنرمندان کودک بود.

## نمایشگاه‌ها

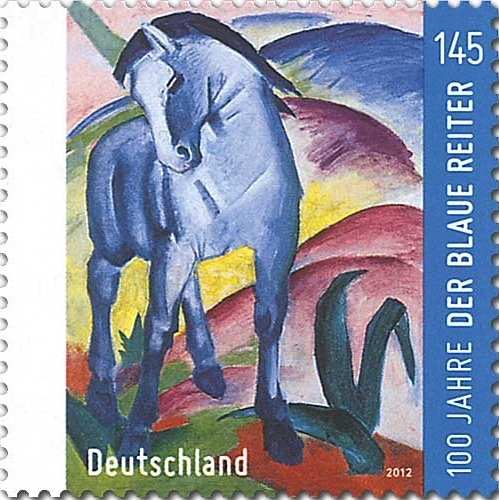
تمبر یادبود صدمین سالگرد، آلمان (۲۰۱۲)

### اولین نمایشگاه
در ۱۸ دسامبر ۱۹۱۱، «اولین نمایشگاه هیئت تحریریه سوارکار آبی» (Erste Ausstellung der Redaktion Der Blaue Reiter) در گالری مدرن هاینریش تان‌هاوسر در مونیخ افتتاح شد و تا روزهای اول سال ۱۹۱۲ ادامه داشت. ۴۳ اثر از ۱۴ هنرمند به نمایش گذاشته شد: نقاشی‌هایی از هانری روسو، آلبرت بلوچ، دیوید بورلوک، ولادیمیر بورلیوک، هاینریش کامپندونک، روبر دولونه، الیزابت اپشتین، یوجین فون کهلر، واسیلی کاندینسکی، آگوست ماکه، فرانتس مارک، گابریل مونتر، جین بلوئه نیستله و آرنولد شونبرگ و یک کاتالوگ مصور ویرایش شد.
از ژانویهٔ ۱۹۱۲ تا ژوئیهٔ ۱۹۱۴، نمایشگاه با مکان‌هایی در کلن، برلین، برمن، هاگن، فرانکفورت، هامبورگ، بوداپست، اسلو، هلسینکی، تروندهایم و گوتنبرگ در اروپا به نمایش گذاشته شد.

### دومین نمایشگاه
از ۱۲ فوریه تا ۲ آوریل ۱۹۱۲، «دومین نمایشگاه هیئت تحریریه سوار آبی» آثاری را به رنگ «سیاه و سفید» (Zweite Ausstellung der Redaktion Der Blaue Reiter, Schwarz-Weiß) در گالری «هنر جدید» هانس گلتز (Neue Kunst Hans Goltz) در مونیخ به نمایش گذاشت.

### سایر نمایش‌ها
هنرمندان سوار آبی نیز در موارد زیر شرکت کردند:
- ۱۹۱۲ کلن، Sonderbund westdeutscher Kunstfreunde und Künstler
- ۱۹۱۳ برلین، Erster Deutscher Herbstsalon که توسط Herwarth Walden و گالری Der Sturm او برگزار شد.

## هنرمندان اعضای این گروه
- واسیلی کاندینسکی
- آلکسی فون یاولنسکی
- فرانز مارک
- پل کله
- آگوست ماکه
- گابریله مونتر
- ماریان فون ورفکین
- ناتالیا گنچاروا
- لیونل فاینینگر

## سالنامه سوار کارآبی

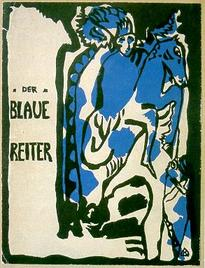
تصویر روی جلد سالنامهٔ سوارکارآبی

نام «سوارکار آبی» بر روی یک سالنامه نیز قرار گرفت که مجموعه‌ای از مقاله‌ها و تصویرهایی بود که توسط کاندینسکی و مارک در سال ۱۹۱۲ انتشار یافت.